# Jack Medica
Jack Medica (n. 5 octombrie 1914, Seattle, Washington, SUA – d. 15 aprilie 1985, Carson City, Nevada, SUA) a fost un înotător american, medaliat olimpic. A participat la o ediție a Jocurilor Olimpice (1936) în care a câștigat două medalii de aur și două medalii de argint.